# ヨークタウン方面作戦
ヨークタウン方面作戦（英: Yorktown campaign、あるいはバージニア方面作戦、英: Virginia campaign）は、アメリカ独立戦争中の1781年10月に戦争全体の行く末を決するヨークタウン包囲戦に凝縮されることになった一連の軍事行動と戦闘のことである。この作戦の結果イギリス軍のチャールズ・コーンウォリス将軍が降伏し、その結果本格的な和平交渉が始まり、最終的には終戦に結びついた。この作戦はイギリス軍指導層の不一致、決断力の無さおよび意思の疎通に欠けたことが特徴であり、またフランス・アメリカ連合軍においては命令違反の場合にも協調的な決断が下されたことが特徴である。
この作戦にはイギリスとフランスの陸海軍およびアメリカの陸軍が関わった。イギリス軍は1781年1月から4月にかけてバージニアに派遣され、5月には南部諸州で拡大された戦線から北上してきたコーンウォリス軍と合流した。当初これらに対抗するのはバージニアの民兵隊のみであり、イギリス軍に歯が立たなかったが、ジョージ・ワシントンは先ずラファイエット、続いてアンソニー・ウェインに大陸軍を付けて南部に派遣し、イギリス軍が引き起こしていた襲撃や経済破壊に対抗させた。しかし、これら大陸軍部隊は合流したイギリス軍部隊に対抗するには数の上で不十分だった。この時点でイギリス軍北アメリカ総司令官ヘンリー・クリントンから一連の混乱させられるような命令が届き（この命令については後に議論を呼んだ）、コーンウォリスは7月にヨークタウンに移動して、当面向き合っていた敵陸軍に対しては強力な防御陣地を構築した。ただし、海軍による封鎖や包囲に対しては脆弱だった。
北アメリカと西インド諸島のイギリス海軍部隊はフランスとスペインの海軍を合わせた戦力より弱く、イギリス海軍指揮官による重要な判断と戦術的誤りが犯された後、フランソワ・ド・グラス提督が率いるフランス艦隊はチェサピーク湾の支配権を獲得し、コーンウォリス軍が海からの支援を受けられないようにした上に、陸上に包囲戦を布く部隊を送り届けた。イギリス海軍はこの支配権を奪おうとしたが、9月5日に行われた重要なチェサピーク湾の海戦でトマス・グレイブス提督の艦隊が敗れた。ニューヨーク市郊外に集結したアメリカ、フランス両地区軍は8月下旬に南部への移動を始め、9月半ばにはヨークタウン近くに到着した。その動きに関しては偽装を行っていたことで、クリントンがコーンウォリスに援軍を送るタイミングを遅らせることができた。
ヨークタウン包囲戦は9月28日に始まった。おそらく包囲を短くさせる手段としてコーンウォリスは外郭部の防御の一部を放棄し、包囲する側はその堡塁の2つに殺到した。コーンウォリスは自軍の位置付けが耐え難いものになっていることが明らかになったとき、10月17日に交渉を始め、その2日後に降伏した。この報せがロンドンに届くと、フレデリック・ノース政権が失脚し、これを次いだロッキンガム政権が和平交渉に入った。これが最終的に1783年のパリ条約となり、国王ジョージ3世はアメリカ合衆国の独立を認めた。クリントンとコーンウォリスはこの作戦における各自の役割を弁護するために公開論争に突入し、イギリス海軍の指揮官層もこの敗北に繋がった海軍の欠点について論じた。

## 背景
1780年12月までにアメリカ独立戦争の北アメリカ戦域は重要な時点に到達していた。大陸軍はこの年早くに大敗を喫していた。南部ではチャールストン市失陥とキャムデンの戦いの敗北で、大陸軍の南部部隊は敵軍に捕らえられるか散開するかしていた。北部ではジョージ・ワシントン軍とイギリス軍北アメリカ総司令官ヘンリー・クリントンの軍がニューヨーク市周辺で睨み合いを続けていた。アメリカの通貨は事実上無価値であり、開戦からおよそ6年間を経て大衆の支持は窄まり、軍隊はその給与と待遇について苦情を言うようになっていた。アメリカ側にとって好都合だったのは、南部で募兵していたロイヤリストが10月のキングスマウンテンの戦いで大きな敗北を喫し、その活動が途絶えたことだった。

### フランス軍とアメリカ軍の1781年の作戦
バージニアは1779年以前は軍事的な注目を浴びていなかった。この年、イギリス軍の襲撃によって造船所の多くが破壊され、重要な貿易品目であるタバコが大量に奪われるか廃却された。バージニアの防御力といえば地元で結成された民兵隊と1779年の襲撃で実質的に一掃された小さな海軍があるのみだった。民兵隊は大陸軍の将軍ストイベン男爵の全体指揮下にあった。ストイベンはプロイセン出身の怒りっぽい職業軍人であり、軍隊の訓練に優れた手腕を発揮したが、部下と疎遠になっているだけでなく、バージニア邦知事のトーマス・ジェファーソンとも難しい関係にあった。ストイベンは大陸軍の新兵のためにバージニアのチェスターフィールドに訓練所を設立し、また武器弾薬の製造と修理のためにウェストハムに「工場」を建設していた。
フランス軍の作戦参謀は1781年の作戦について競合する需要の平衡を取る必要があった。アメリカ軍との協働作戦で幾つか失敗（ロードアイランドの戦いやサバンナの包囲戦）した後、北アメリカではさらに積極的な介入が必要ということを認識していた。しかし、スペインとの協働作戦も考慮する必要があり、ジャマイカにあるイギリス軍の強固な基地を襲うことに興味を示していた。しかし、スペインは包囲しているジブラルタルの防衛軍をイギリス軍が補強しようとしていることに対処できるまではジャマイカに対する作戦に興味を持っていないことが分かり、単に西インド諸島の艦隊の動きを知らせてくれることを望んでいるだけだった。

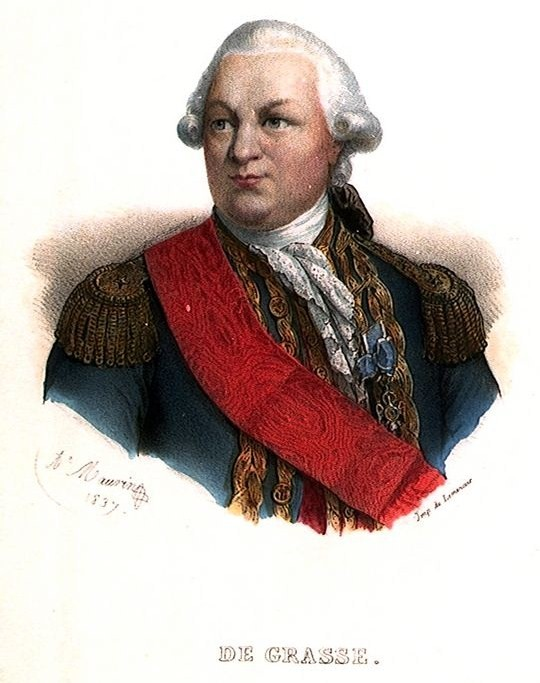
ド・グラス伯爵

フランス艦隊が1781年3月にフランスのブレストを出港しようとしているとき、幾つかの重要な決断が下された。ド・グラス伯爵が率いる西インド諸島艦隊はウィンドワード諸島で作戦行動を行った後、スペインの作戦を支援するために求められる資源を決定するためにキャップ・フランセ（現在のカパイシャン）に行くよう指示された。フランスは輸送船が不足していたためにアメリカには援軍を送る代わりに、アメリカの戦争遂行を支援するための600万リーブルを送ることも約束していた。ロードアイランドのニューポートにいたフランス艦隊には新しい指揮官としてド・バラス伯爵が指名された。ド・バラス伯爵はニューポートの艦隊を率いてノバスコシアやニューファンドランド島沖のイギリス船舶を攻撃するよう命じられ、ニューポートのフランス陸軍はニューヨーク市港外でワシントン将軍の軍隊と合流するよう命じられた。ド・グラス伯爵はワシントン将軍とは完全に行動を共にしないように配慮し、キャップ・フランセで碇泊した後に北アメリカにおけるアメリカ軍の作戦を支援するよう指示されていた。フランス軍の将軍ロシャンボー伯爵は、ド・グラス伯爵が支援できる「かもしれない」が約束はできないとワシントンに告げるよう指示されていた。ワシントンはパリに駐在するジョン・ローレンスからド・グラス伯爵が北へ向かう裁量権を持っていると知らされていた。
フランス艦隊は3月22日にブレストを出港した。イギリス艦隊はジブラルタル防衛軍に物資を補給することで追われており、その出港を阻止しようとはしなかった。フランス艦隊が出港した後、貨物船のコンコルドがニューポートに向かい、ド・バラス伯爵、ロシャンボー伯爵への伝言および貸付金600万リーブルを運んだ。ド・グラス伯爵はその後に送った別々の伝言で、2つの重要な要請をしていた。1つ目はキャップ・フランセで北アメリカの情勢を知らされることであり、それで北アメリカの作戦をどのように支援できるかを判断するためだった。2つ目は北アメリカの水域を知悉した水先人30人を補充することだった。

### イギリス軍の1781年の作戦

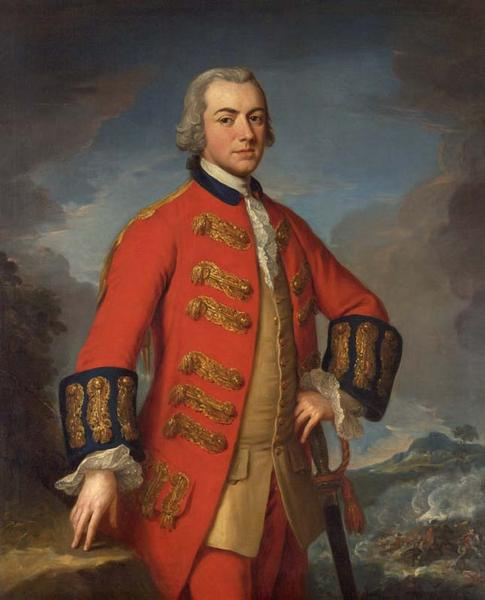
ヘンリー・クリントン将軍

クリントン将軍は、来るべき1781年の作戦シーズンのためにその年の初期には何を目標とすべきか、明確なビジョンを打ち出すことはなかった。その問題の一部は同じニューヨークにいる海軍指揮官で老齢のマリオット・アーバスノット海軍中将との人間関係が難しいことだった。二人とも頑固であり、怒りっぽく、棘のある性格だった。衝突が繰り返されたためにその関係は最悪の状態だった。1780年秋、クリントンは自身あるいはアーバスノットのどちらかが本国に呼び戻されることを要請した。しかし、アーバスノット解任の命令が届いたのは1781年6月になってからだった。歴史家のジョージ・ビリアスに拠れば、その時点まで「二人は単独で行動できず、共同で行動しようともしなかった」と記している。アーバスノットはトマス・グレイブス卿と交代し、クリントンはグレイブスとは幾らかましな関係を築いた。
アメリカ合衆国南部におけるイギリス軍は、強固に要塞化したサバンナとチャールストンの港、およびジョージアとサウスカロライナの内陸部に築いた一連の前進基地で構成されていた。その前進基地の中で最強のものはパトリオット民兵の攻撃からも比較的安泰であり、パトリオット民兵はその地域内、小さな前進基地、さらに物資輸送隊や伝令を標的にする型通りの抵抗をするだけだった。それらの活動はトマス・サムターやフランシス・マリオン等民兵指揮官に率いられていた。バージニアのポーツマスは1780年10月にイギリス軍アレクサンダー・レスリー少将が指揮する部隊によって占領され、一番新しい前進基地だったが、南部の全体指揮を執るチャールズ・コーンウォリス中将は11月にその部隊にサウスカロライナに来るよう命令を出していた.。12月下旬ポーツマスにいるレスリー将軍の跡を埋めるために、クリントンはアーノルド将軍に1,600名を付けてバージニアに派遣した。ベネディクト・アーノルドは1780年秋にアメリからイギリス軍に寝返った後、准将の任官を受けたばかりだった。

## イギリス軍によるバージニア襲撃

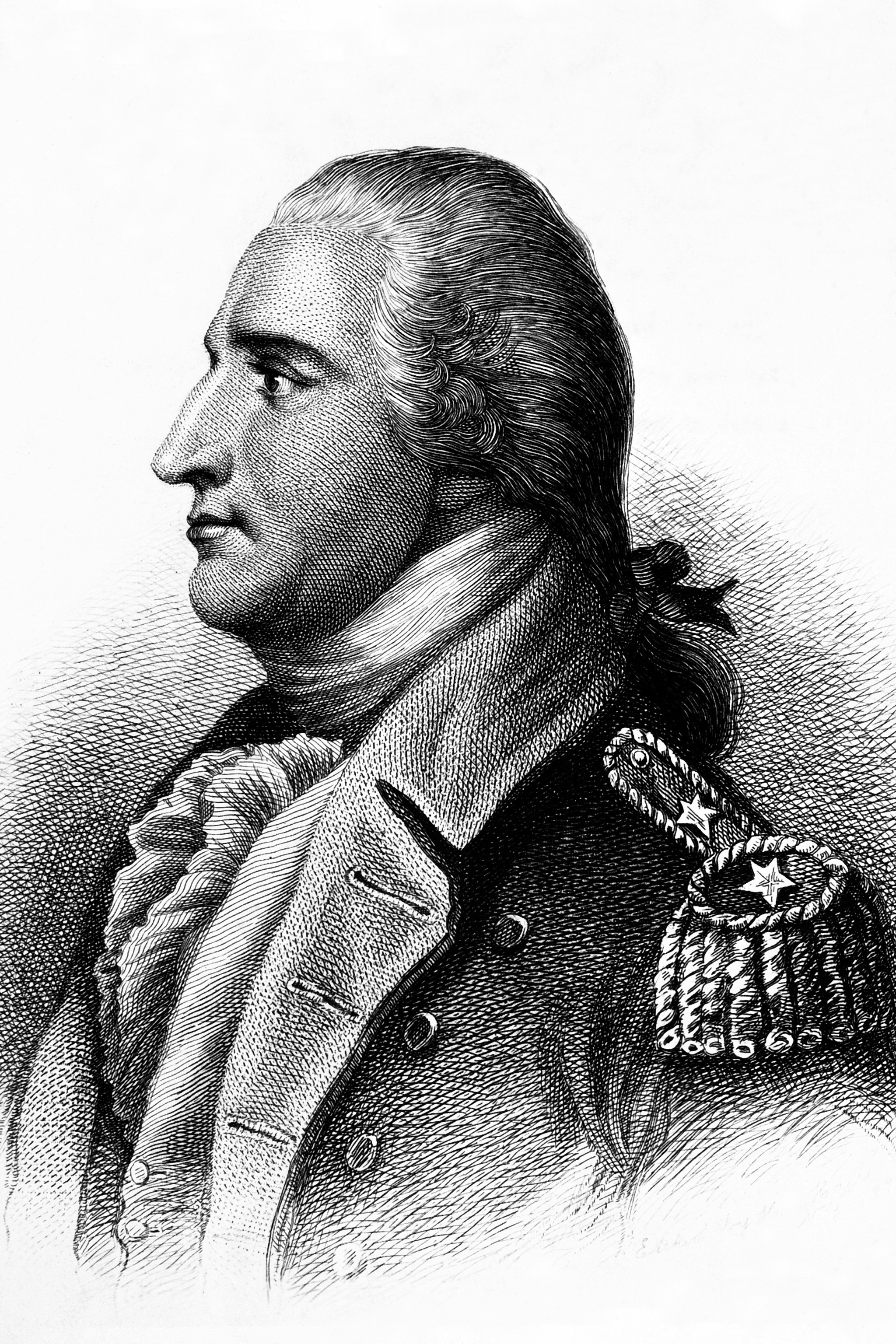
ベネディクト・アーノルド

アーノルド将軍とその部隊を運んだ艦隊の一部は12月30日にチェサピーク湾に到着した。アーノルドは残り部隊の到着を待たず、ジェームズ川を遡って、1月4日にはウェストオーバーで900名の兵士を上陸させた。アーノルドはその部隊に夜通しの行軍をさせ、翌日バージニアの首都であるリッチモンドを襲撃したが、そこでは民兵の最小の抵抗に遭っただけだった。その地域でさらに2日間襲撃を続けた後に船に戻り、ポーツマスに向けて出帆した。アーノルドはそこに要塞を築き、部隊を送り出して襲撃と食料調達を行わせた。地元では民兵が招集されたが、勢力が整わなかったのでイギリス軍には対抗できなかった。襲撃隊が抵抗勢力と衝突することもあり、1781年3月にはウォーターズ・クリークでの小戦闘が発生した。
アーノルドが活動しているという報せがジョージ・ワシントンのところに届くと、ワシントンは対応する必要があると判断した。ワシントンはフランス海軍がニューポートの基地から遠征隊を派遣してくれることを望んだが、その提督であるシュバリエ・デトーシュは、1月22日に起こった嵐でイギリス艦隊の一部に与えられた損傷に関する報告が届くまで援助ができないと言った。2月9日、アルノー・ド・ガルデュール・ド・ティリー海軍大佐がニューポートから3隻の艦船（戦列艦のエベイユ、フリゲート艦のサーベイラントとジャンティーユ）を率いて出帆した。この船隊が4日後にポーツマスに到着すると、アーノルドはフランス艦よりも喫水が浅かったその船舶をエリザベス川を遡って後退させた。そこまではフランス船隊が行くことができなかった。ド・ティリーはアーノルドの陣地を攻撃するには地元の民兵隊が「完全に不十分」と判断した後、ニューポートに戻った。その帰途でニューヨークのイギリス軍がド・ティリーの動きを探らせるために派遣していたフリゲート艦HMSロムルスを捕獲した。

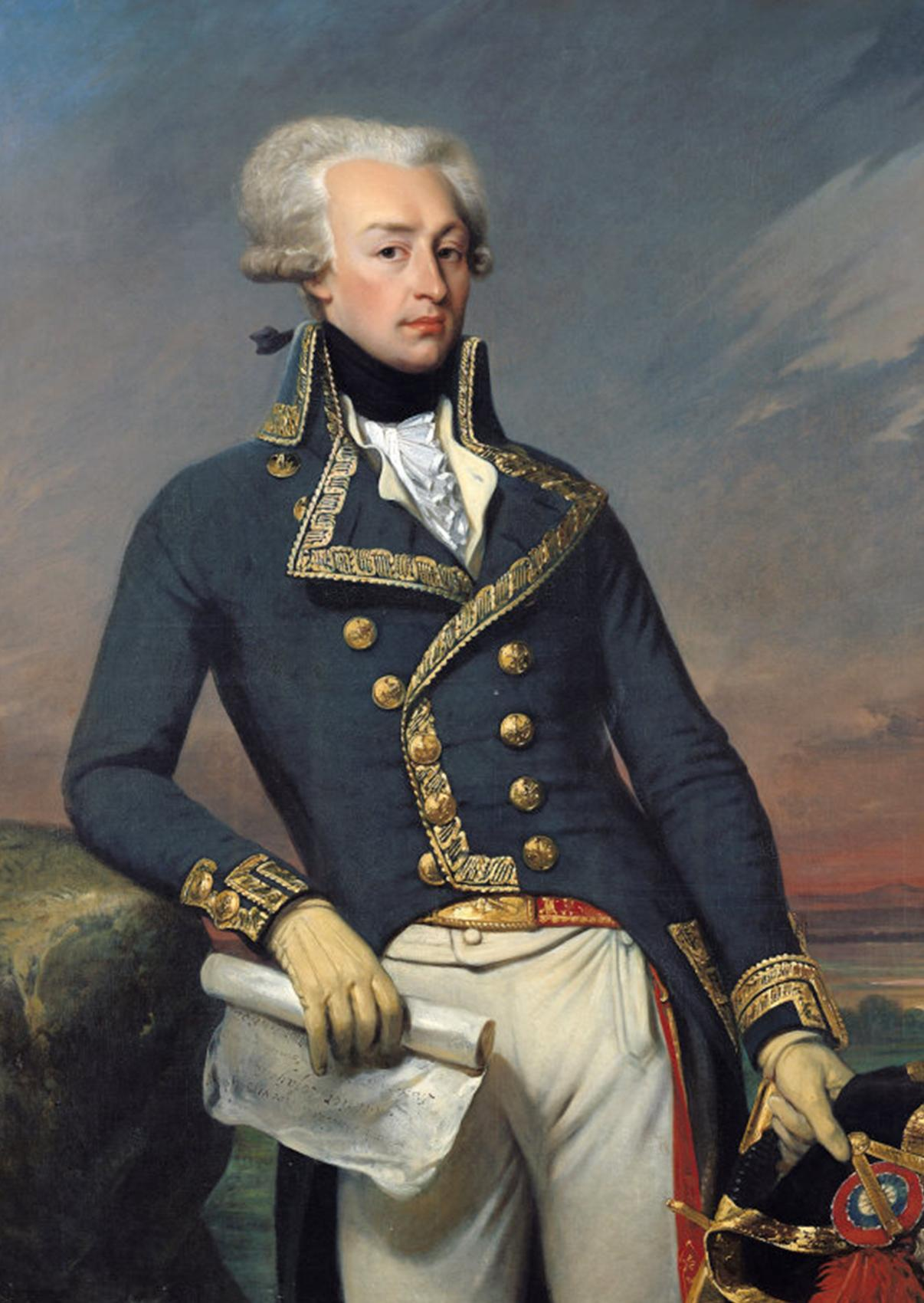
ラファイエット

大陸会議は2月20日に大陸軍の分遣隊をバージニアに派遣することを承認した。ワシントンはその遠征隊の指揮官にラファイエットを指名し、ラファイエットは同日にニューヨークのピークスキルを出発した。ラファイエットの部隊は約1,200名であり、ニュージャージーとニューイングランド出身の大陸軍連隊から引き抜かれた3個軽歩兵連隊で構成されていた。これら連隊のそれぞれをジョセフ・ボーズ、フランシス・バーバーおよびジャン＝ジョゼフ・スールバデ・ド・ジマーが率いた。ラファイエット隊は3月3日にメリーランドのヘッド・オブ・エルク（現在のエルクトン、チェサピーク湾の航行可能な北限）に到着した。アナポリスで部隊を乗せる輸送船を待つ間、ラファイエットは南に移動し3月14日にヨークタウンに到着して情勢を吟味した。

### 大陸軍の防御の試み
デトーシュはド・ティリーの遠征の結果、および事態を進展させるためにニューポートに来たワシントン将軍に強く勧められたこともあって、より大きな行動に移ることにした。3月8日、デトーシュは全艦隊（戦列艦7隻と数隻のフリゲート艦および捕獲したばかりのロムラス）にフランス陸軍を乗せて、バージニアでラファイエット隊と合流すべく出発した。アーバスノット提督はデトーシュの出発を知らされ、アーノルドにフランス軍の動きを警告する伝令を派遣した後、3月10日に出港した。アーバスノットの銅板装甲の艦船はデトーシュの艦船よりも速く帆走できたので、フランス艦隊よりも早く3月16日にケープヘンリーに到着した。それに続いて起こった海戦はほとんど決着が付かなかったが、アーバスノット艦隊は自由にリンヘイブン湾に入り、チェサピーク湾への航路を支配した。デトーシュ艦隊はニューポートに帰還した。ラファイエットはイギリス艦隊を視認し、受けていた命令に従って、部隊をニューヨーク地域に戻す準備を行った。4月初旬までにヘッド・オブ・エルクに戻ったが、ワシントンからバージニアに留まれという命令を受け取った。

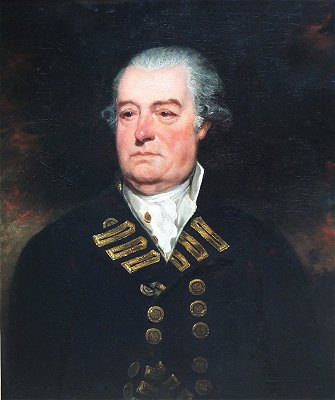
マリオット・アーバスノット提督

デトーシュ艦隊がニューポートを出て行ったことでクリントン将軍はアーノルドに援軍を送ることにした。アーバスノット艦隊が出て行った後で、ウィリアム・フィリップスの指揮で2,000名の部隊を輸送船に乗せチェサピーク湾に向かわせた。この部隊は3月27日にポーツマスでアーノルド隊と合流した。フィリップスの方がアーノルドより上級将官だったので、部隊の指揮を執り、ピーターズバーグやリッチモンドを標的とする襲撃を再開した。この時までにバージニア民兵隊の指揮官だったフォン・ストイベン男爵とピーター・ミューレンバーグは、その部隊が劣勢であったにも拘わらず、部隊の士気を維持するために抵抗しなければならないと感じていた。彼らはピーターズバーグに近いブランドフォード（ブランドフォードは現在ピーターズバーグ市の一部になっている）に防衛線を構築し、4月25日に統制の取れた戦闘を行ったが敗北した。フォン・ストイベン男爵とミューレンバーグは前進してくるフィリップス隊を前に後退した。フィリップスは再度リッチモンドを襲撃できると期待していた。しかし、ラファイエットが一連の強行軍を行い4月29日にリッチモンドに到着した。それはフィリップス隊が到着する数時間前のことだった。

## コーンウォリス対ラファイエット

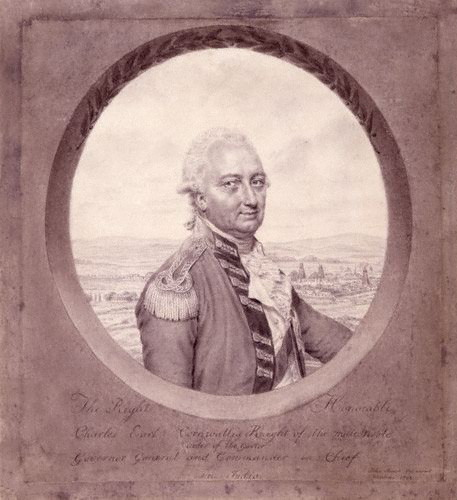
チャールズ・コーンウォリス将軍

両カロライナにおけるイギリス軍の脅威に対抗するために、ワシントンは部下の中で最良の戦略家の一人であるナサニエル・グリーン少将を、キャムデンの戦い後に崩壊していたノースカロライナの大陸軍再建のために派遣した。南部のイギリス軍を率いていたコーンウォリス将軍はグリーン軍と戦ってカロライナの支配権を得ることを望んだ。グリーンはその少ない軍勢をさらに2つに分けて、ダニエル・モーガンに1隊を任せ、サウスカロライナのナインティシックスにあったイギリス軍の基地を脅かさせた。コーンウォリスはバナスター・タールトンにモーガンの後を追わせたが、1781年1月のカウペンスの戦いで、モーガンはタールトンの部隊をほぼ壊滅させ、その過程でタールトンをもう少しで捕まえるところまでいった。この戦闘の後でいわゆる「ダン川への競争」と呼ばれてきたものが起こった。コーンウォリスはグリーンとモーガンの部隊が再集結する前に2つの部隊を捕まえようとしてこれらを追わせた。グリーン隊がうまくダン川を渡り、バージニアに入ったとき、配下の兵士に携行品の大半を置いて来させていたコーンウォリスは追跡を諦めた。しかし、援軍と物資の補給を受けたグリーン軍は再度ダン川を渡り、グリーンズボロに戻ってコーンウォリスに戦いを挑んだ。このギルフォード郡庁舎の戦いでコーンウォリスは勝利したが、グリーンはその勢力を保ったまま後退することができた。イギリス軍はかなりの損失を出していたので、コーンウォリスは援軍と物資補給のためにウィルミントンまでの撤退を強いられた。これを見たグリーンはサウスカロライナとジョージアに進んでその大半の支配権を回復した。コーンウォリスは命令違反を犯していたが、クリントン将軍からの戦略的な指示も無かったので、このとき1,400名に過ぎなかった部隊を4月25日にバージニアに進ませる決断をした。これはフィリップスとフォン・ストイベンがブランドフォードで戦ったのと同じ日だった。
フィリップスはリッチモンドでラファイエットに敗北した後、東に転じてその地域の軍事と経済の標的の破壊を続けた。5月7日、フィリップスは部隊を集結させるためにピーターズバーグに向かへというコーンウォリスからの命令を受け、その3日後にピーターズバーグに到着した。ラファイエットはそこのイギリス軍陣地を短時間砲撃したが、実際に攻撃を仕掛けるには自軍の勢力が足りないと考えた。5月13日、フィリップスが熱病で死亡し、アーノルドが指揮を引き継いだ。アーノルドは特に人望があるわけではなかったので、兵士達の間に不平が生まれた。この時点でコーンウォリスの部隊を待ちながら、アーノルドとラファイエットの部隊は対峙を続けた。アーノルドはラファイエットとの対話を試みたが、ラファイエットはワシントン将軍からアーノルドを捕まえ次第絞首刑にするよう命令されていたので、アーノルドの書状を開封せずに返却した。コーンウォリス隊が5月19日にピーターズバーグに到着したので、このとき大陸軍兵1,000名と民兵2,000名で構成されていたラファイエット隊はリッチモンドまで後退した。その後間もなくニューヨークからアンスバッハのフォン・ボイト大佐が援軍を率いてイギリス軍に合流し、コーンウォリス軍は7,000名以上になった。

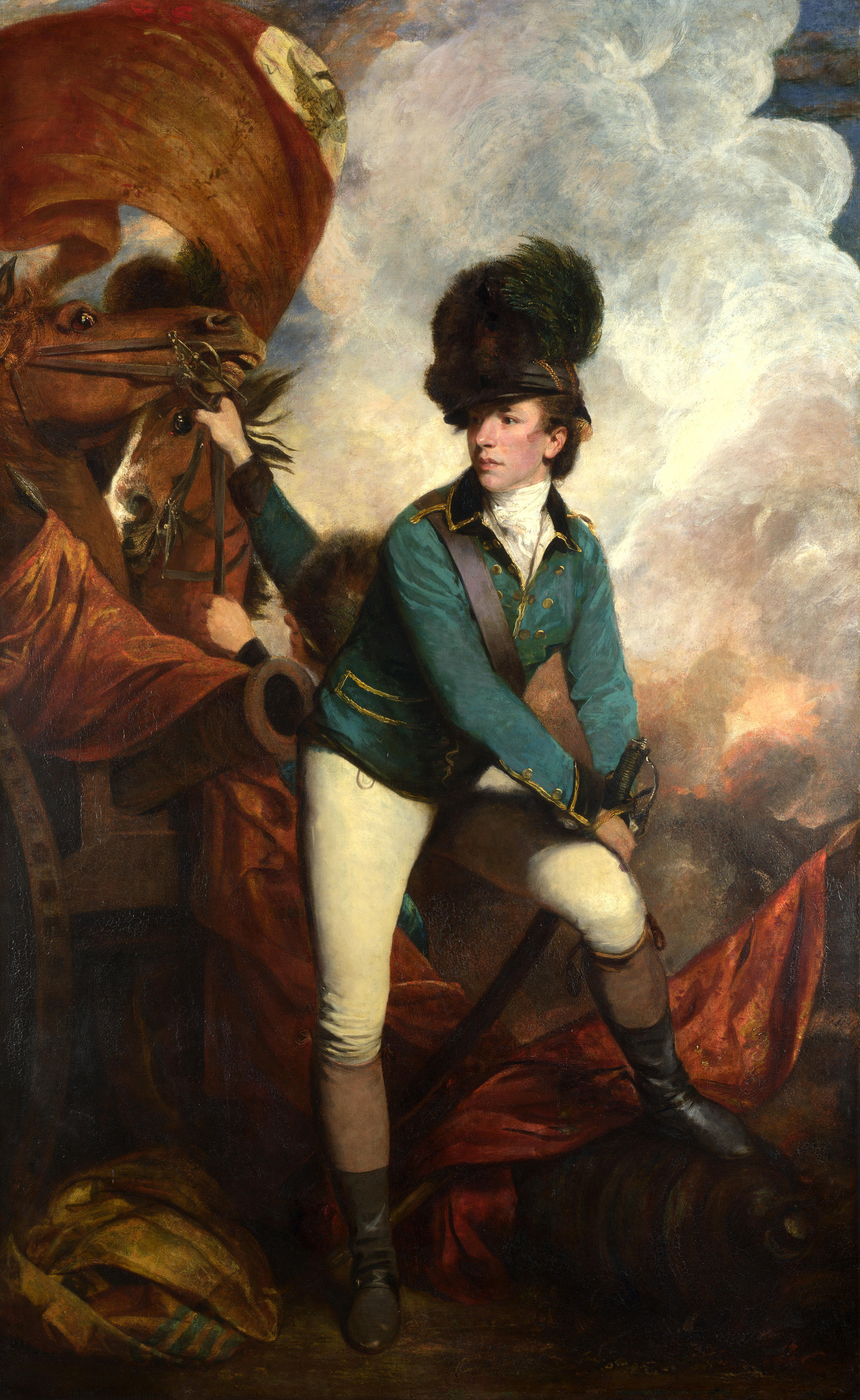
バナスター・タールトン中佐

コーンウォリスはアーノルドをニューヨークに戻した後、クリントン将軍からフィリップスに出されていた命令に従って行動した。その指示は防御を施した基地を構築し、バージニアの軍事と経済の標的を襲撃することだった。コーンウォリスは先ずラファイエットからの脅威を取り去る必要性があると判断し、ラファイエット隊の追跡に出発した。ラファイエット隊は明らかに劣勢だったので、急速にフレデリックスバーグにまで後退し、そこの重要な補給倉庫を守ることにした。フォン・ストイベンはポイント・オブ・フォーク（現在のバージニア州コロンビア）まで後退し、イギリス軍襲撃まえに後方に送っていた物資を集めた。コーンウォリスは6月1日にハノーバー郡庁舎に到着し、全軍でラファイエット隊を追うのではなく、バナスター・タールトンとジョン・グレイブス・シムコーのそれぞれに襲撃隊を組織させて派遣した。
カウペンスの戦いでそのブリティッシュ・リージョン隊が激減させられていたタールトンは小部隊と共に急速にシャーロッツビルに向かい、バージニア議会議員数人を捕まえた。ジェファーソン知事も捕まえるところだったが、モンティチェロにあるジェファーソンの屋敷でワイン数本を得たことで満足するしかなかった。シムコーはポイント・オブ・フォークに行ってフォン・ストイベンや物資倉庫を狙った。6月5日、短時間の戦闘でフォン・ストイベンの部隊約1,000名は30名の損失を出したが、物資の大半を持って川向こうに撤退した。シムコーは約300名しか率いていなかったので、宿営地では数多くの火を焚かせてその勢力を大きく見せるようにした。このことでフォン・ストイベンはポイント・オブ・フォークから撤退し、翌日シムコーは残っていた物資を破壊した。
一方、ラファイエットは到着の遅れていた援軍が到着するのを期待していた。アンソニー・ウェイン准将が率いるペンシルベニア大陸軍の数個大隊が2月に大陸会議からバージニアでの任務を承認されていた。しかし、ウェインは1月に起こった軍隊内反乱の後始末をする必要があった。この暴動は戦力としてのペンシルベニア・ラインをほとんど無力化していた。ウェインがこのラインを再構築し、バージニアへの行軍を始めたのは5月になってからだった。この時でもウェインとその部下の兵士の間には不信感が残っていた。ウェインは自分の弾薬と銃剣が必要ないときは鍵をかけて蔵っておく必要があった。ウェインは5月19日には既に出発の用意ができていたが、隊員の給与が価値が下がったコンティネンタル・ドルで払われた後に暴動が再燃する恐れが出てきたので、部隊の出発は1日遅れた。ラファイエット隊とウェインの部隊800名は6月10日にラッパハノック川のラクーン渡しで合流した。その数日後、ウィリアム・キャンベルの率いる民兵隊1,000名によってさらに補強された。

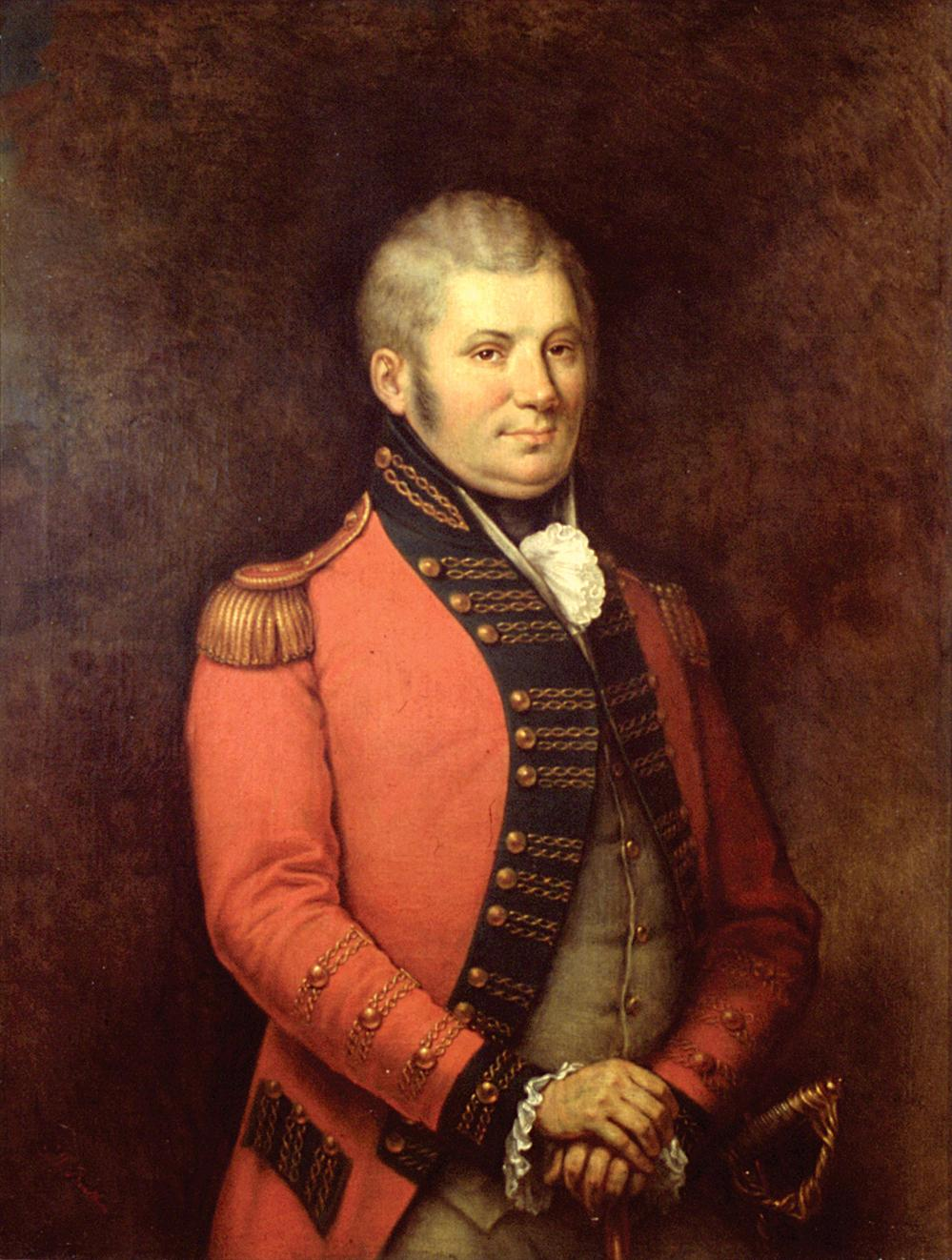
ジョン・グレイブス・シムコー中佐

シムコーとタールトンの襲撃が成功した後、コーンウォリスは東のリッチモンドとウィリアムズバーグに進行し、その過程でラファイエット隊のことはほとんど無視していた。ラファイエットはその勢力が約4,500名となり、自信を取り戻していたので敵軍への接近を始めた。6月25日にコーンウォリス隊がウィリアムズバーグに到着した時までに、ラファイエット隊は10マイル (16 km) 離れたバード酒場の位置にいた。その日、ラファイエットはシムコーのクィーンズレンジャーズ隊がイギリス軍本隊から分かれた小数勢力であることを知って、騎兵と歩兵を幾らか送ってシムコー隊の動きを阻止しようとした。その結果で起こったスペンサー・オーディナリーでの小競り合いは両軍が互いに本隊と至近距離にあると考えていて起こったものだった。

## 連合軍の決断
ラファイエット、アーノルドおよびフィリップスがバージニアで動いている間に、連合軍の指導層、ワシントン将軍とロシャンボー伯爵はその選択肢を検討した。5月6日、コンコルドがボストンに到着し、その2日後にワシントン将軍とロシャンボー伯爵はド・バラス伯爵と重要な伝言および資金の到着を知らされた。5月23日と24日、ワシントン将軍とロシャンボー伯爵はコネチカットのウェザーズフィールドで会合を開き、次にどのような手段を採るかを検討した。かれらはロシャンボーが受けた命令に従い、ロシャンボーがその軍隊をニューポートから大陸軍の宿営するニューヨークのホワイトプレインズに移動させることにした。さらにド・グラス伯爵には可能性がある2つの作戦を説明する伝令を発することにした。ワシントン将軍はニューヨーク市を攻撃するアイディアを好んだが、ロシャンボー伯爵はイギリス軍の防御態勢が弱いバージニアで作戦行動を行うことを好んだ。ワシントンからド・グラスに宛てた手紙ではこれら2つの選択肢を説明していた。ロシャンボーは私信でド・グラスに自分の好みを伝えていた。最終的にロシャンボーは、ド・バラスが命令されてきていた北部への遠征に向かうのではなく、2つの作戦のどちらでも支援できるようにその艦隊を準備しておくように言い含めた。コンコルドは6月20日にニューポートを出港し、ワシントン、ロシャンボーおよびド・バラスからの伝言、さらにド・グラスが要請していた水先人を運んだ。フランス陸軍は6月にニューポートを離れ、7月7日にニューヨークのドブズフェリーでワシントン軍と合流した。ワシントンとロシャンボーはド・グラスからの伝言を待つ間、ニューヨーク市周辺のイギリス軍防御度を視察する旅に出発した。

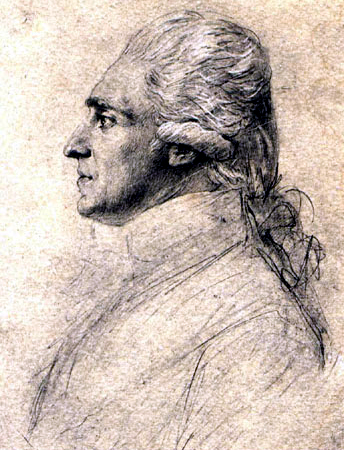
ジャン＝バティスト・ド・ロシャンボー伯爵

ド・グラスは西インド諸島で幾らかの成功を収めていた。その軍勢はイギリス艦隊と小さな海戦を行った後の6月にトバゴ島を占領していた。その後はド・グラスもイギリス海軍のジョージ・ロドニー提督も重要な海戦を避けていた。ド・グラスが7月16日にキャップ・フランセに到着すると、コンコルドが彼の到着を待っていた。ド・グラスは即座にスペインとの交渉に入った。ド・グラスは北に向けて出帆する意図を伝えたが、そのいない間にスペインにその地域を任せることの代償に、11月には戻ってきてスペインの作戦を支援すると約束した。スペイン側からフランスの商船と領土を守る約束を取り付けたので、全艦隊である28隻の戦列艦を率いて北に向かうことができた。この艦隊に加えて、サンシモン侯爵指揮で3,500名の兵士を載せており、ハバナに居るスペインに対してはロシャンボーの軍隊に支払うために必要な資金を要請していた。7月28日、ド・グラスはコンコルドをニューポートに向けて出帆させ、ワシントン、ロシャンボーおよびド・バラスに8月末までにはチェサピーク湾に到着すること、10月半ばまでには戻る必要があることを伝えさせた。ド・グラスは8月5日にキャップ・フランセを出港し、意図的にバハマのあまり使われていない海峡を通って緩りと北に向かった。

## イギリス軍の決断
フランス陸軍がニューヨーク市地域に動いたことでクリントン将軍は大いに心配事が増えた。クリントンが押収させたワシントンの手紙には、同盟軍がニューヨーク市を攻撃する作戦を立てていることを示唆していた。6月からコーンウォリスに宛てて送り続けた手紙には混乱させ議論を呼ぶような繰り言、提言および推奨が含まれており、具体的で直接的な命令は数度しか無かった。これらの手紙の幾つかはかなり遅れてコーンウォリスのところに届いており、2人の間の対話を複雑にした。6月11日と15日、明らかにニューヨーク市にたいする脅威に反応したクリントンはコーンウォリスに、ヨークタウンとウィリアムズバーグのどちらかを要塞化し、少しでも余裕のある軍勢をニューヨーク市に戻すよう要請した。コーンウォリスは6月26日にウィリアムズバーグでこれら2通の手紙を受領した。コーンウォリスは技師にヨークタウンを調べさせ、防御を施しても無駄なことが分かった。コーンウォリスはクリントンに手紙を書き、ポーツマスに移動して、そこで手に入る輸送船で部隊を北に送ると伝えた。

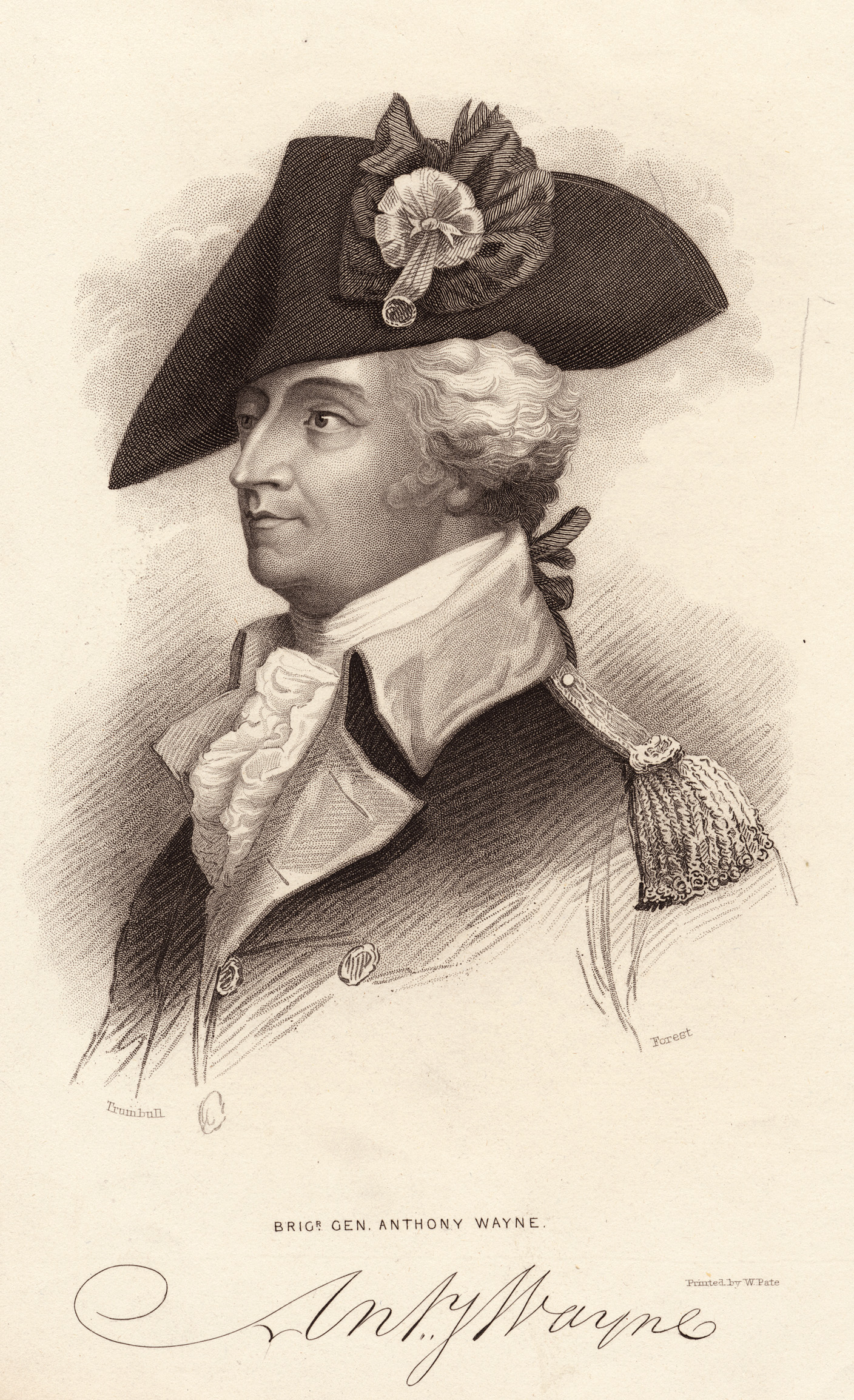
アンソニー・ウェイン准将

7月4日、コーンウォリスは幅広いジェームズ川を渡りポーツマスに行軍するためにジェームズタウンの渡し場に向けて軍隊の移動を始めた。ラファイエットの斥候がこの動きを観察しており、イギリス軍は渡河の間に脆弱になるであろうことを認めた。ラファイエットはグリーンスプリング・プランテーションまで軍隊を前進させ、イギリス軍の後衛部隊のみが渡し場に残っているという情報に基づき、ウェイン将軍の部隊を送り出して7月6日にその後衛を攻撃させた。実際のところ、コーンウォリスは巧妙な罠を仕掛けていた。手荷物とそれを守る部隊幾らかのみを渡河させ、「脱走兵」を装った者を派遣してラファイエットに嘘の情報を伝えさせていた。グリーンスプリングの戦いでは、ウェインが巧にその罠を回避したが、少なからぬ損失を出し、野砲2門も失われた。コーンウォリスはその後に川を渡り、軍隊をサフォークまで移動させた。
コーンウォリスは再度バージニア中部を襲撃させるためにタールトンを派遣した。タールトンの襲撃はグリーン将軍の部隊に送られる補給物資を途中で抑えられる可能性があるという情報に基づいていた。この襲撃はタールトンの部隊が4日間で120マイル (190 km) を駆けたものだったが、補給物資は既に動かされていたので失敗に終わった。この襲撃の間にタールトンの兵士数人がギルフォード郡庁舎の戦いでの英雄の一人であるピーター・フランシスコと小競り合いを演じたと言われている。コーンウォリスはサフォークに居る時にクリントン将軍の6月20日付けの手紙を受け取り、それには乗船させた部隊はフィラデルフィア攻撃に使うべきと書かれていた。

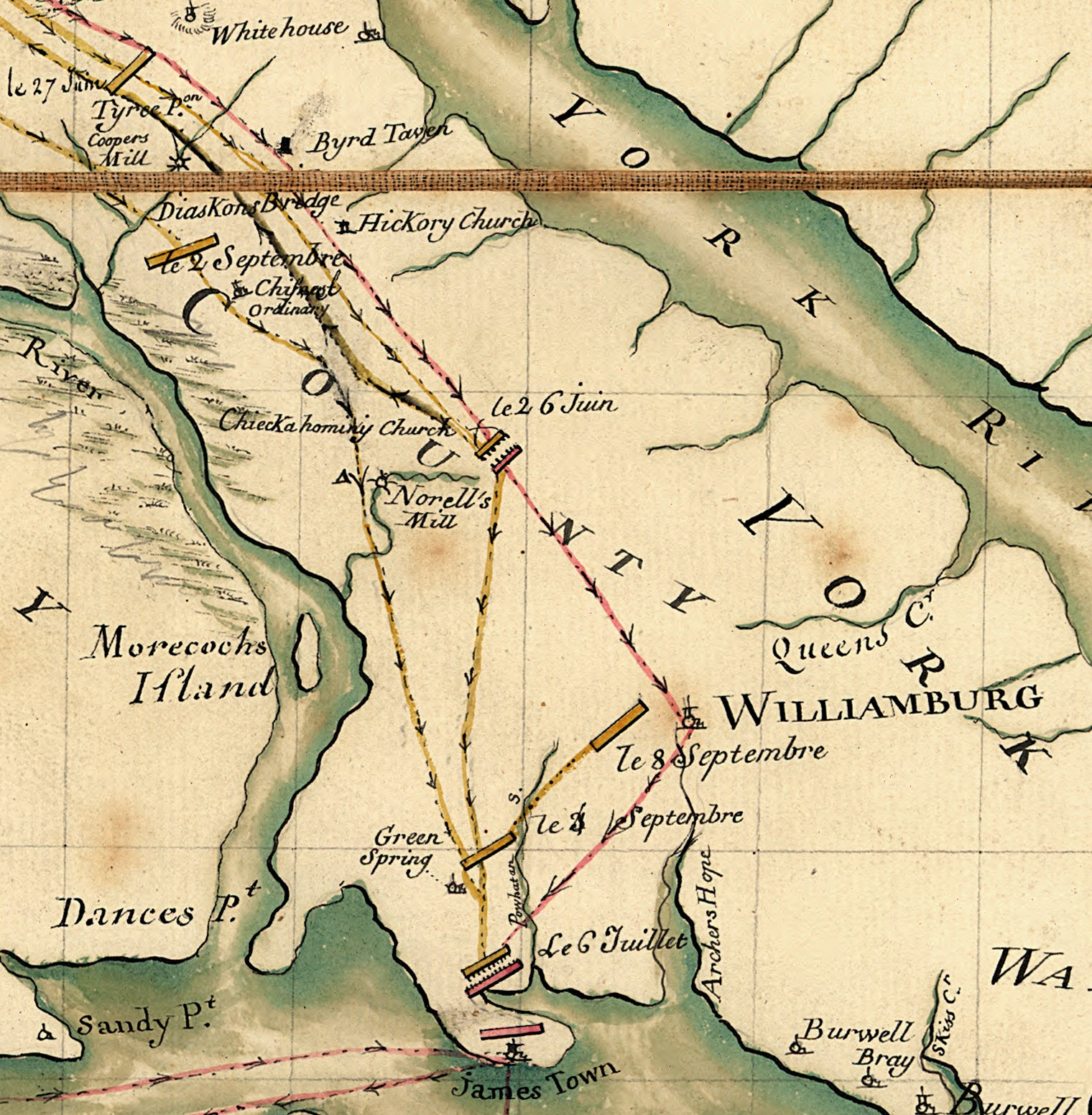
1781年にラファイエットのために準備されたフランス軍の地図、ウィリアムズバーグとジェームズタウンの地域およびラファイエットとコーンウォリスの動きが描かれている。スペンサー・オーディナリーの位置は「le 26 Juin」（6月26日）、グリーンスプリングの位置は「le 6 Juillet」（7月6日）と記されている

コーンウォリスがポーツマスに到着すると、クリントン命令に従って部隊の乗船を始めさせた。7月20日、数隻の輸送船がほとんど出帆できるまでになっていたが、このとき新しい命令が到着し、それは前言を撤回するものだった。クリントンは最も直接的な言葉で、コーンウォリスが必要と考えるだけの兵士を使って水深の深い要塞化した港を構築することを命じていた。コーンウォリスはポーツマスを調べて、そこがヨークタウンよりも適していないことが分かり、クリントンに宛ててヨークタウンを要塞化するつもりであることを伝える手紙を書いた。
ラファイエットは7月26日にコーンウォリスが部隊を乗船させていることを知らされたが、その最終的な目的地に関する情報が欠けており、上陸点となる可能性がある数地点をカバーするための操軍を始めた。8月6日、コーンウォリスがヨークタウンに上陸し、そことヨーク川向かいのグロスターポイントの要塞化を始めたことを知った。

## ヨークタウン集結
ロドニー提督は、ド・グラスが少なくとも艦隊の一部を率いて北に向かって行く作戦を考えていると警告されていた。ロドニーは全艦隊を率いて行く口実があったが（例えばド・グラスが要求した水先人の数を知っていた）、ド・グラスはキャップ・フランスにいるフランスの商船団を置いて行くはずがなく、その艦隊の一部がフランスまで護衛して行くとみなしていた。よってロドニーはその艦隊を分け、15隻の戦列艦をサミュエル・フッド提督が率いて北に向かわせ、ド・グラスを見つけてニューヨークに報告するよう命令した。ロドニーはこの時病気であり、残りの艦隊を率いてイングランドに戻った。フッドはド・グラスに遅れること5日の8月10日にアンティグアを出帆した。その航海の間、艦船のうちの1隻がはぐれてしまい、私掠船に捕まった。フッドはチェサピーク湾に直行するルートを辿り、8月25日に到着したときは湾口が空であることを発見した。その後は、アーバスノットが去ったあとのニューヨーク駐在部隊の指揮に就いていたトマス・グレイブス卿に会うためにニューヨークに向かった。

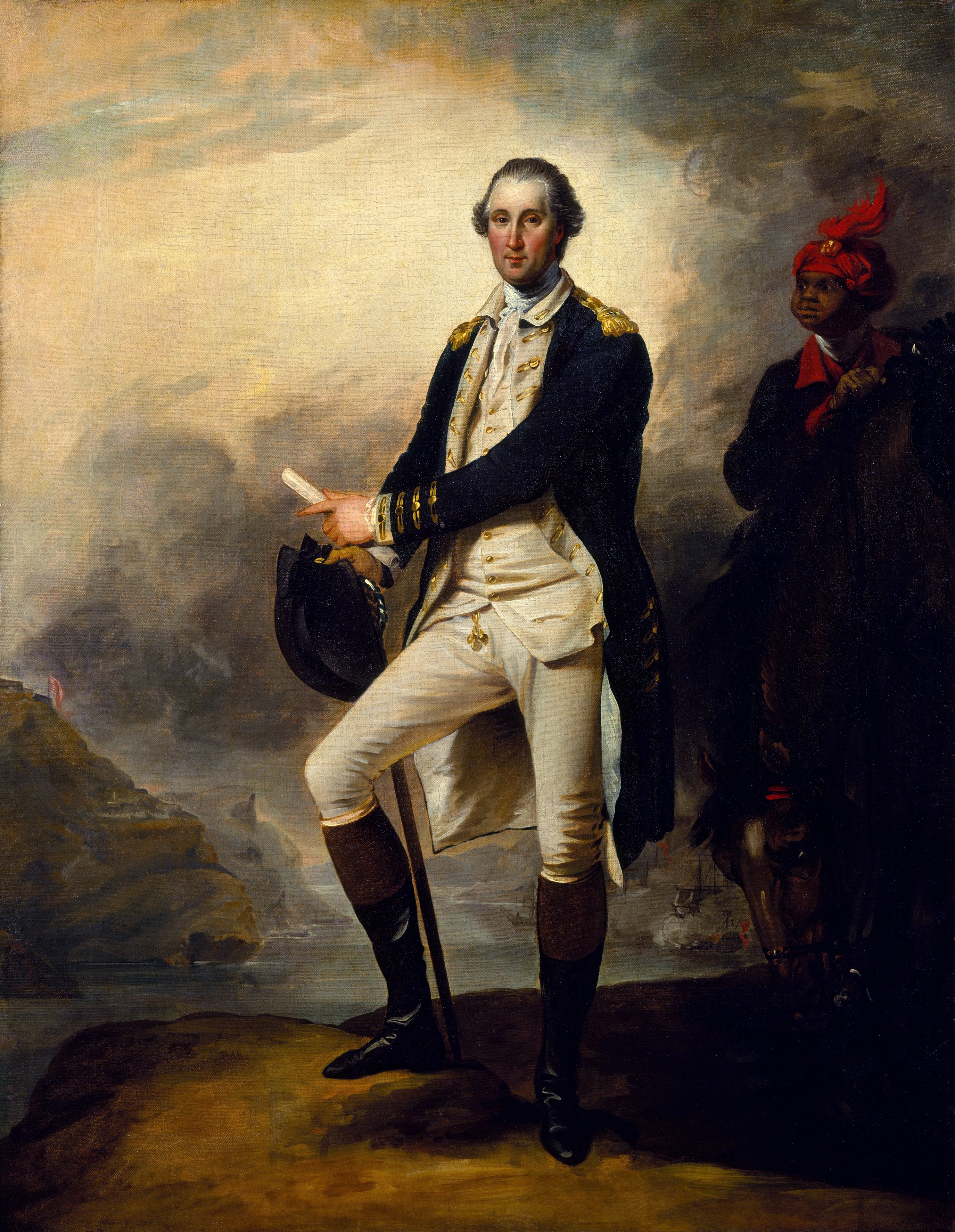
ジョージ・ワシントン

8月14日、ワシントン将軍はド・グラスがチェサピーク湾に向かって航海する決断をしたことを知った。翌日渋々ながらもニューヨークを襲撃する考えを放棄し、「事態は重要な地点に来ており、決定的な作戦を決める必要がある。私は...ニューヨークを攻撃する考えを全て諦めることを強いられた。」と記していた。フランス・アメリカ連合軍は8月19日に南部への移動を始め、その意図をクリントンに知られないようにするための幾つかの策略を用いた。幾つかの部隊はニュージャージー海岸に沿ったルートを進み、スタテン島攻撃の準備をしているかのように見せるために宿営地の準備をするよう命じられた。その部隊はもっともらしく見せるために上陸用舟艇を運んでいた。ワシントンはラファイエットに、コーンウォリスがノースカロライナに戻らないようにさせる命令を送った。コーンウォリスがヨークタウンに篭ってしまったことを8月30日まで知らなかった。2日後に軍隊はフィラデルフィアを通過したが、給与が支払われるまでそこに留まると脅した部隊に資金が宛がわれて、新たな暴動が回避された。

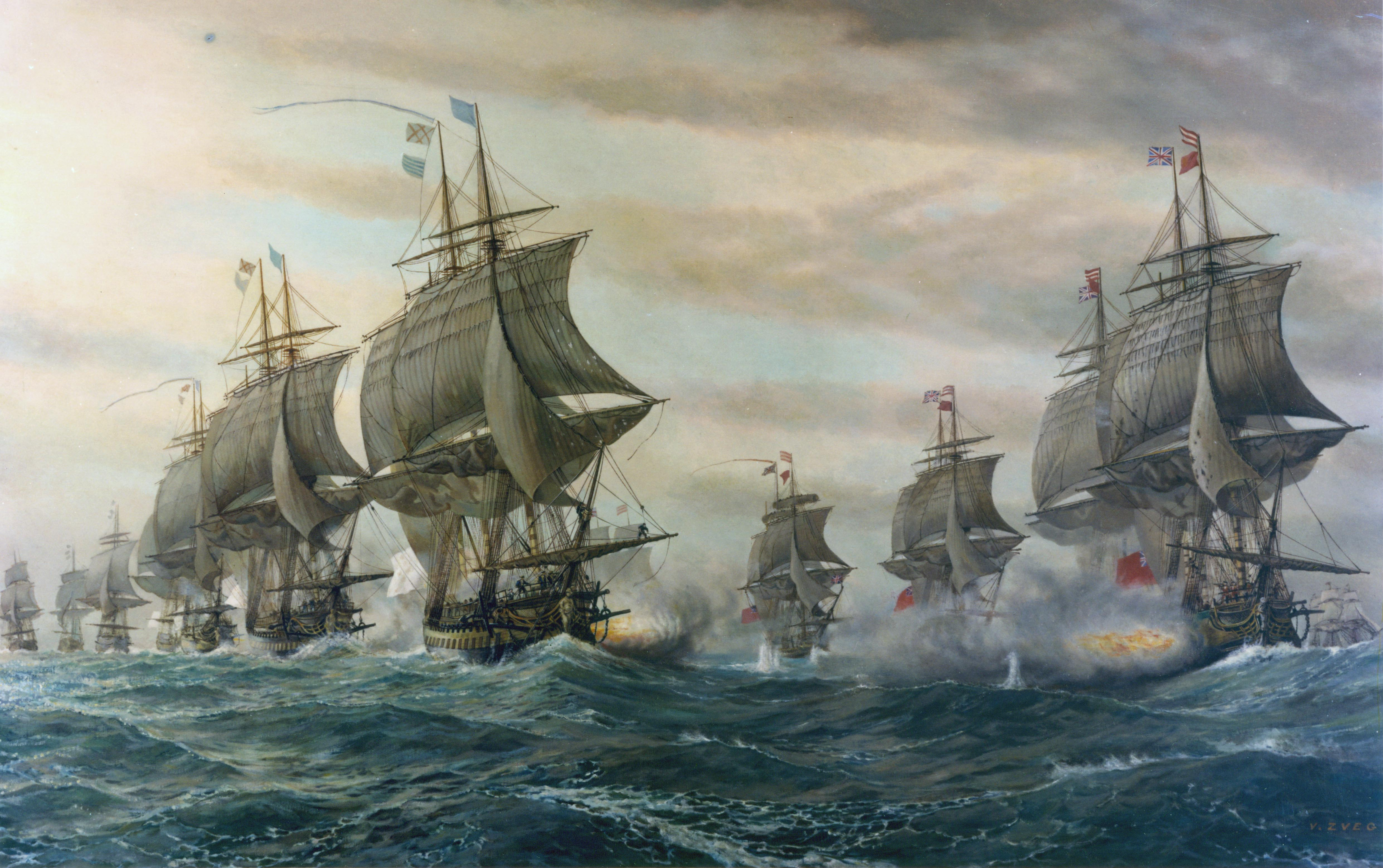
チェサピーク湾の海戦

ド・バラス提督の艦隊は8月25日にニューポートからフランス軍の攻城戦兵器を載せて出発した。イギリス艦隊との遭遇を避けるために、慎重に海岸から離れたコースを選んで進んだ。ド・グラスの艦隊はフッドに遅れること5日の8月30日にチェサピーク湾に到着した。コーンウォリスを封じ込めているラファイエットを支援するために即座に艦隊から兵士を降ろし、艦船の幾つかをヨーク川とジェームズ川を封鎖するために配置した。
ド・バラス提督の艦隊が出港したという報せは8月28日にグレイブス、クリントンおよびフッドが会合していたニューヨークに届いた。ニューポートを守っていたフランス軍がすでにそこにはいなかったので、彼らはニューポートのフランス艦隊に攻撃を掛ける可能性を検討した。クリントンはこの時もワシントン軍が南に向かっていることを知らずにおり、9月2日になってやっとそのことを知った。ド・バラスの出港を知った時に、彼らは即座にド・グラスの艦隊がチェサピーク湾に向かっているに違いないと判断したが、このときもその戦力をわかってはいなかった。グレイブスは8月31日に19隻の戦列艦を率いてニューヨークを出港した。クリントンはコーンウォリスに宛ててワシントンがそちらに向かっており、クリントンは4,000名の援軍を派遣するつもりであることを知らせた。

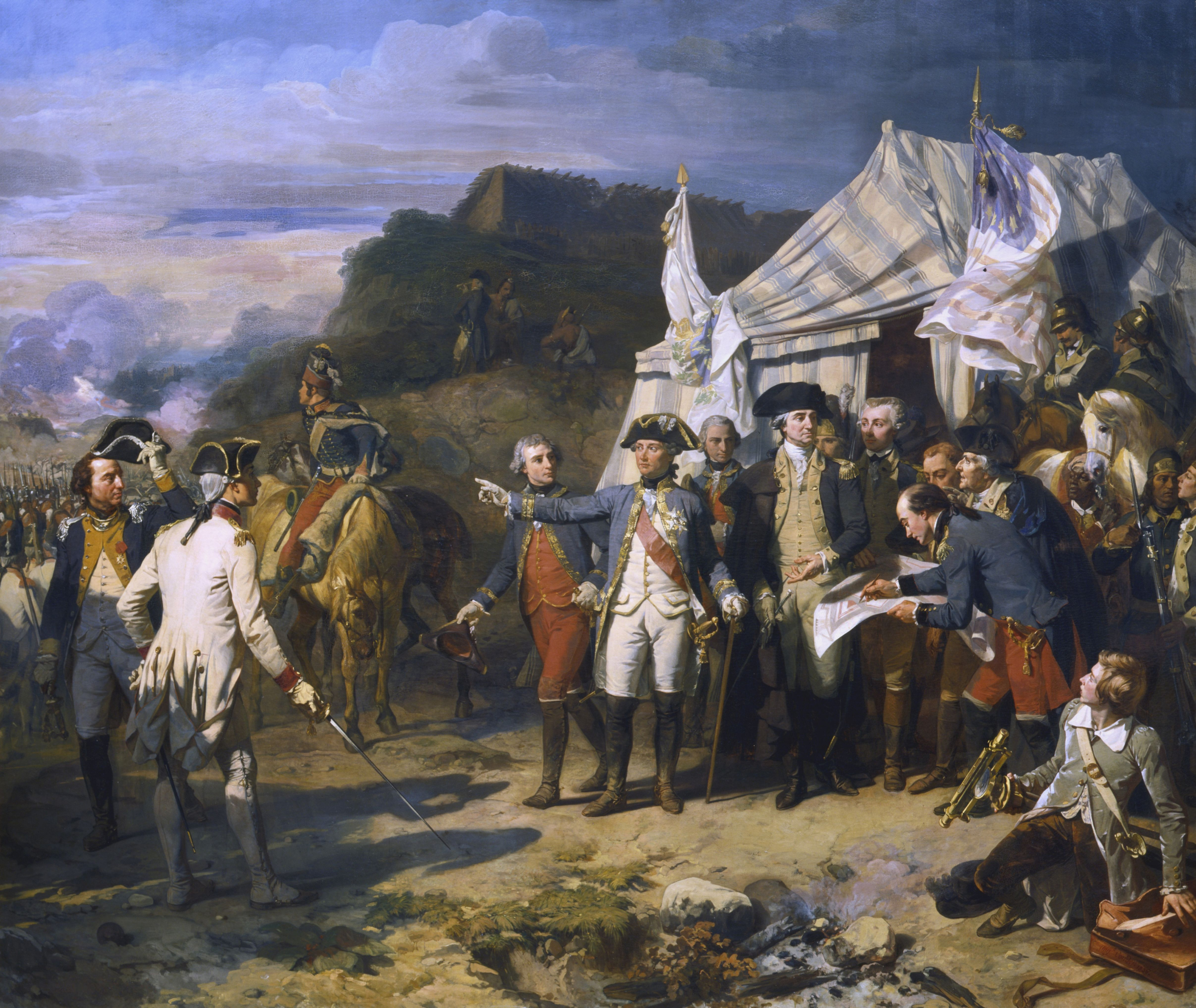
オーガスト・クーダーが描いたワシントンとロシャンボー、ヨークタウン包囲戦の指示を与えている。

9月5日、イギリス艦隊はチェサピーク湾口に到着し、そこにフランス艦隊が停泊していることを発見した。兵士を上陸させていたド・グラスは急遽イギリス艦隊を迎撃するために錨索を切断し、艦隊を出動させた。チェサピーク湾の海戦では接戦だったが、ド・グラスが戦術的な勝利を得た。この海戦後、両艦隊は数日間南東方向に流れて行ったが、イギリス艦隊が戦闘を避けたので、両艦隊共に洋上で艦船の修理を行った。このことはド・バラス艦隊の到着をイギリス艦隊が妨害しないように仕向けるド・グラスの明らかな策略の一部だった。チェサピーク湾を目指す艦影が9月9日に視認され、翌日ド・グラス艦隊もその後を追った。グレイブスは艦船のうちの1隻を沈船させざるを得なくなり、修繕のためにニューヨークに戻った。フランス艦隊の小さな艦船はフランス・アメリカ連合軍をチェサピーク湾を南下してヨークタウンまで運ぶことを手伝い、コーンウォリス軍包囲網を完成させた。

## ヨークタウン
9月6日、クリントン将軍はコーンウォリスに宛てて、援軍を期待するよう告げる手紙を書いた。この手紙をコーンウォリスが受け取ったのが9月14日であり、バナスター・タールトンが比較的弱いラファイエット部隊を破って脱出することを勧めたにも拘わらず、ヨークタウンに留まって脱出の試みを行わないと決断する要因になった可能性があった。ワシントン将軍は自家のあるマウントバーノンで数年ぶりに数日間を過ごした後、9月17日にヨークタウン郊外の宿営地に到着した。これと同じ日に、ニューヨークのイギリス軍指導層は作戦会議を開いた。このときチェサピーク湾の支配を取り戻すまでは、コーンウォリスに援軍を届けられないということでは合意した。歴史家のリチャード・ケッチャムは、この作戦会議の結論でコーンウォリスを「風任せ」にしたと表現している。その1日前、コーンウォリスは「私は貴殿達が直接この場所に来てくれること以外、私に有効なことをできないという意見である」という絶望的な救援依頼を書いていた。コーンウォリスはこの手紙を9月17日に発送する前に、「貴殿達早急に私を救出できなければ、最悪の事態を知らされることに備える必要がある」と付け加えた。

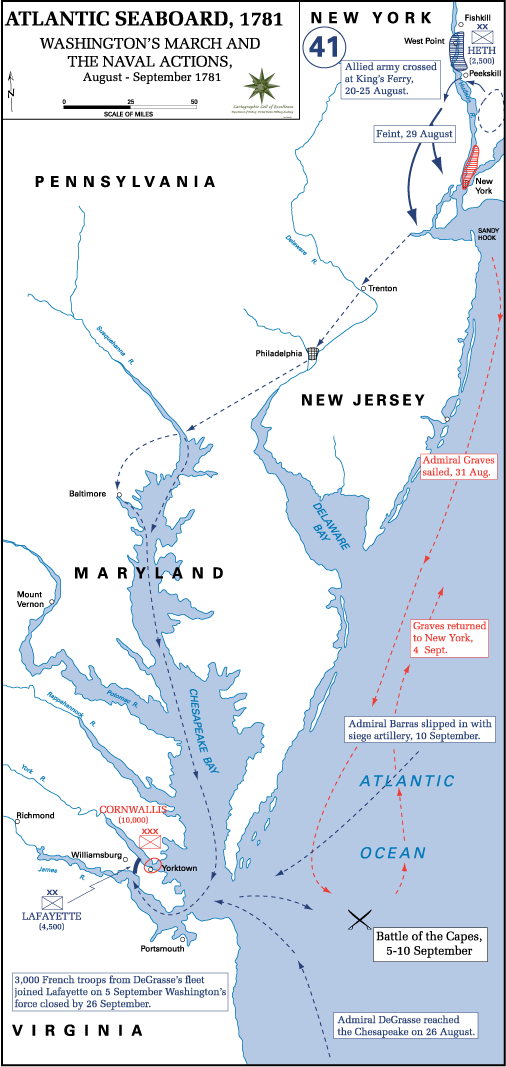
包囲戦の前の海軍の動きを示す東部海岸の地図

ワシントン、ロシャンボーおよびド・グラスはド・グラスの旗艦ヴィル・ド・パリの上で作戦会議を開き、包囲戦の準備をすることに決した。ド・グラスはそのために訳2,000名の海兵と大砲数門を提供することに同意した。この会合のとき、ド・グラスは10月末まで出発を延期させることにも同意した（当初の計画では10月半ばが予定されていた）。ワシントン達がウィリアムズバーグに戻ると、イギリス海軍の援軍がニューヨークに到着しており、フランス艦隊が脅かされるかもしれないという噂を聞いた。ド・グラスは警戒措置として艦隊を湾の外に出すことを望んだが、ワシントンとロシャンボーからラファイエットを通じて運ばれた嘆願書でそこに留まるよう説得された。
包囲戦は正式には9月28日に始まった。コーンウォリスがグロスター・ポイントから逃げ出そうとした遅すぎた試みの後、包囲の環が縮められ、連合軍の大砲がイギリス軍宿営地に混乱を生じさせた。10月17日、コーンウォリスは交渉を開始し、その後に降伏した。まさにその日、再度イギリス艦隊が6,000名の部隊を乗せてニューヨークを出港していた。このときも合流したフランス艦隊に数で負けており、最終的にはニューヨークに戻った。フランス海軍のある士官はイギリス艦隊が10月29日に出発したことについて「彼らは遅すぎた。鶏は食われてしまった」と記していた。

## 戦いの後

### イギリス軍の処置
降伏の交渉は2つの問題で複雑化した。1780年に大陸軍がチャールストンで降伏したとき、彼らは軍隊旗を維持し、敵の軍楽を演奏するということを含め、降伏の伝統的な条件を認められなかった。ワシントンはこれらの条件がヨークタウンで降伏したイギリス軍に適用させることを主張し、その公証人は守備隊がどちらの場合にも勇敢に行動したことを指摘した。2つ目の問題はイギリス軍宿営地に居たロイヤリストの処遇に関することだった。この問題はイギリスのスループ艦ボネッタが如何なる種類の検閲も無しにコーンウォリスの伝令を乗せてニューヨークに向かわせるという条件を付け加えることで解決された。逃亡奴隷やロイヤリストが乗船しているかもしれないというアメリカ側の疑念があったが、艦内捜索は妨げられることになった。
イギリス軍守備隊は10月19日にその陣地から行進して出てきたとき、その軍隊旗は箱に入れられ、おそらくイギリスの音楽「世界がひっくり返った」（The World Turned Upside Down）を演奏していた。コーンウォリスは病気だと主張して儀式には参列せず、副官のオハラ将軍にその剣を届けさせた。オハラはまずそれをフランス軍の士官に渡そうとしたが、ワシントンの士官の一人であるベンジャミン・リンカーンに渡すよう指示された。リンカーンはチャールストンで敗北を喫したときの指揮官だった。リンカーンは差し出された剣を短時間保持し、その後にオハラに返した。

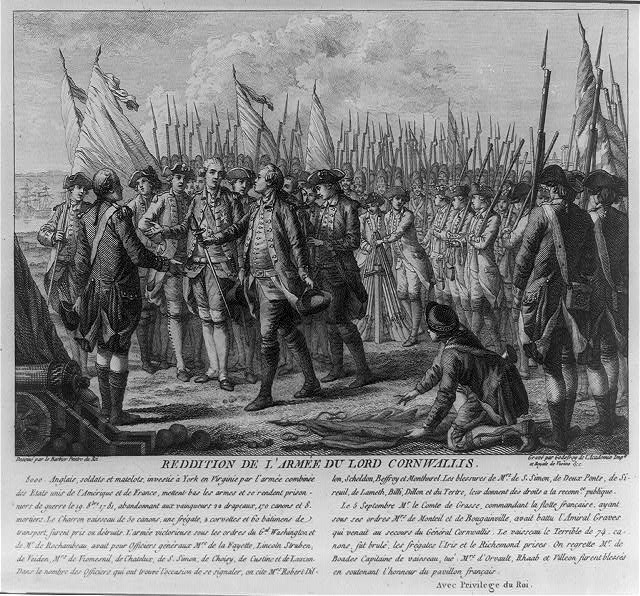
降伏の儀式を描いたフランスの版画

その後の数週間イギリス兵は護衛されてバージニアとメリーランドの宿営地に移動した。コーンウォリスなどの士官は仮釈放でニューヨークに戻され、イングランドに戻ることを許された。1781年12月にコーンウォリスが乗船した船には、ベネディクト・アーノルドとその家族も運んでいた。

### 連合軍のその後
包囲戦を支えた地元民兵は軍務から解放された。大陸軍部隊の幾つかはニューヨーク地域に戻り、ワシントンが終戦までそこのイギリス軍との対峙を続けた。他の部隊は両カロライナにおけるグリーン将軍の作戦を助けるために南に向かった。給与と待遇の問題は戦争が終わるまで続いたが、ワシントンはそれ以上の戦闘を行わなかった。
ド・グラスと共に来たフランス軍はド・バラス艦隊と共に11月初旬に乗船し西インド諸島に向かった。ド・グラス西インド諸島ではイギリスが保持していた多くの標的を再占領し、ジャマイカ攻撃のためにスペイン艦隊との合流に備えていたが、ロドニー提督が1782年4月のセインツの海戦でド・グラスとその旗艦を捕獲した。ロシャンボー将軍の陸軍はバージニアで冬季宿営に入り、翌年夏にロードアイランドに戻った。

### 各界の反応
ワシントン将軍の副官テンチ・ティルマン中尉が大陸会議に戦勝の報せを届けるために派遣された。10月22日にフィラデルフィアに到着したが、彼よりも前にボルティモアから発せられた第一報で降伏の報せが届いたのよりも2日遅れていた。その報せは大陸会議と大衆を狂喜させた。教会の鐘が鳴らされ、自由の鐘も鳴らされた。このような行動はその報せが植民地中に届けられる度に繰り返された。大陸会議代議員数人がワシントン将軍にコーンウォリス将軍を逮捕して絞首刑にすることを要求する決議案を提案した。「数日間続いた議論」の後、その案は投票で否決された。
その報せはイギリス軍が占領していたニューヨーク市を喪に包ませた。最初は懐疑的だったが最終的に10月27日に確認された。それでもクリントンの救援活動の報せを待っていたが、空しかった。クリントンはロンドンに召還され、1782年3月にニューヨーク市を離れた。その後任にはガイ・カールトンが指名されたが、攻撃的な活動は中断するよう命令された。

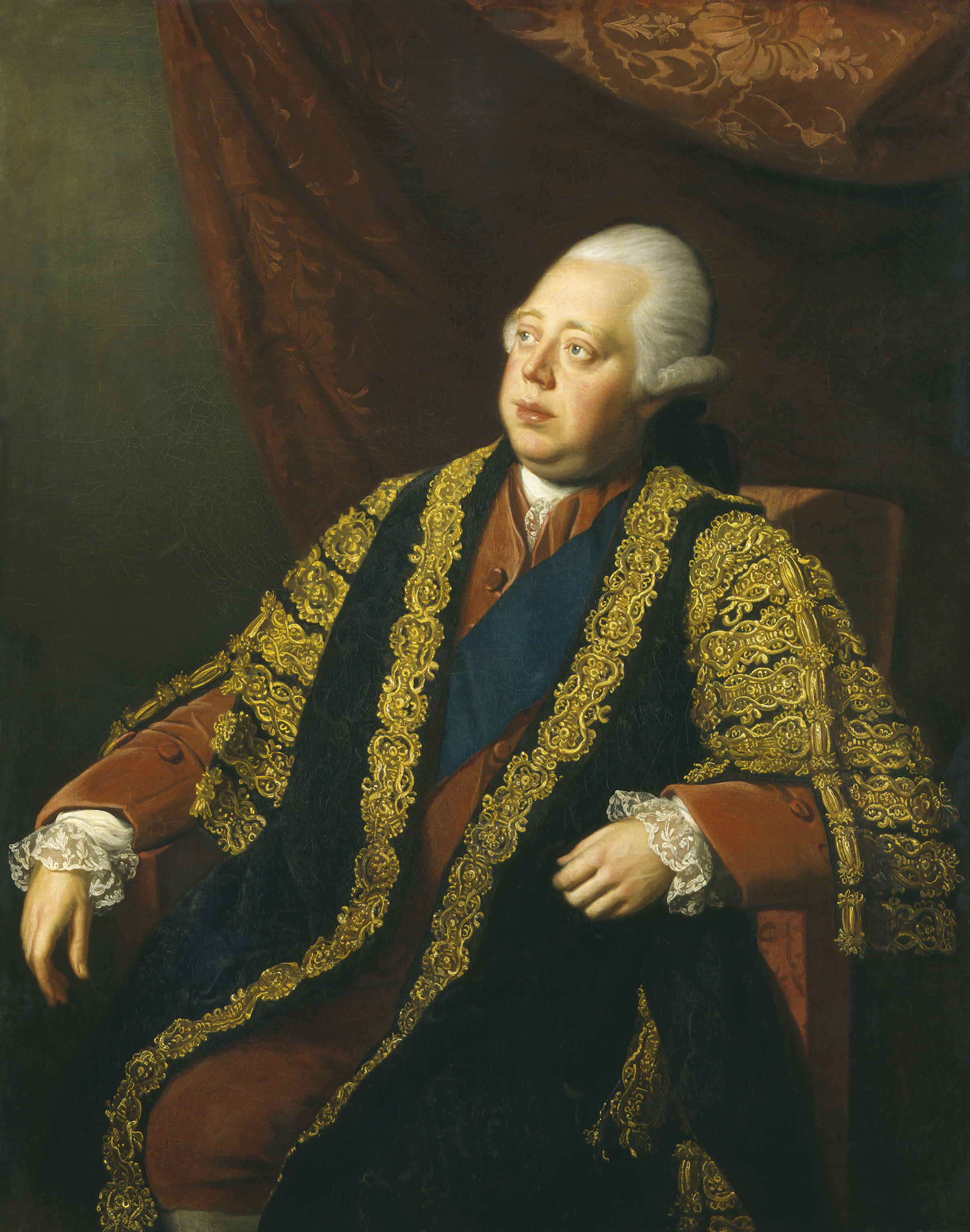
ノース卿フレデリック・ノース、イギリス首相

報せは11月25日にロンドンに届いた。ジョージ・ジャーメイン卿はフレデリック・ノースイギリス首相にその報せをもたらした時の反応を「彼は胸にボールを飲み込んだかのようだった。驚いたように両腕を大きく広げ、数分間はアパートを行ったり来たりしながら『おお神よ！全ては終わった』と叫んだ」と表現した。国王ジョージ3世は冷静に威厳を保ってその報せを受けたと伝えられているが、その報せが浸透するに連れて落ち込むようになり、退位まで考えたと言われる。議会における国王の支持者達も落ち込み、反対派は意気を上げた。戦争を終わらせることを要求する決議案が12月12日に上程され、一回の投票で否決された。ジャーメイン卿は1782年初期に解任され、ノース内閣もその後間もなく辞職した。その後には和平交渉が始まり、アメリカ独立戦争は1783年9月3日に調印されたパリ条約で正式に終わった。
コーンウォリス将軍は降伏した指揮官であったにも拘わらず、その敗北で非難されなかった。ロンドンに戻った時は暖かく迎えられ、ある著作家などは「コーンウォリス卿の軍隊は『売られた』」という大衆の感情を記した。クリントン将軍はその生涯の残りを通じてその評判を守ることに費やした。かれは「反乱軍に笑われ、イギリスには軽蔑され、ロイヤリストには呪われた。」1783年、『北アメリカにおける1781年作戦の記述』を出版し、その中で1781年作戦失敗の責をコーンウォリス将軍に追わせようとした。これにはコーンウォリスによる公開反論が行われ、コーンウォリスに向けられた非難をそのままクリントンに返した。公開された激しい討論の中には彼らが交わした書状の多くの出版も含まれていた。
グレイブス提督もド・グラス提督に敗北した責を問われなかった。最終的には海軍大将まで昇進し、貴族に列せられた。しかし、チェサピーク湾の海戦に関する多くの観点は、戦闘直後から当時もその後も議論の対象になってきた。9月6日、グレイブス提督は信号が混乱して使われたことを正当化する覚書を発行した。その中には「戦列を組んで前進という信号は同時にでた戦闘信号で打ち消された。戦闘信号は、戦列を組んで前進という信号に厳密に固執された場合には無効になると理解されるべきではない。」と記されていた。フッドは彼の写しの裏に記したコメントで、これは戦列を乱した敵と戦える可能性を排除するものである、なぜならそれはイギリス艦隊の戦列も乱されることになるからであると主張していた。そのかわりに「イギリス艦隊は開戦時の重要な時点を利用するために出来る限り密集しているべきだった」と述べた。フッドを批判して、彼は「心底からその上官を助けなかった」のであり、部下は「敵と対戦するときは『最善』を尽くさなければ軍法会議に掛けられるべきだ」と評する者もいた。
ロシャンボー伯爵はパリに宛ててその報せをもたらす2人の使者を派遣した。このことはフランスの軍隊政治の中では異常な結末を生んだ。包囲戦の間に頭角を現していたデュック・ド・ローザンとドゥーポンテ伯爵の二人が別々の船で報せを持って出発した。ドゥーポンテにはフランス海軍相カストリー侯爵のお気に入りであるシャルラス伯爵が同行した。シャルラスについてはローザンが政治的な理由で自分の代わりに派遣するようロシャンボーに勧めた人物だった。フランス国王ルイ16世とその閣僚は温かくその報せを迎えたが、カストリー侯爵と冷遇されたシャルラスはローザンとロシャンボーがその成功に対する褒賞を受け取ることを否定するか遅らせられるようにした。ドゥーポンテはサンルイ勲章と連隊長の任務を与えられた。

## 分析

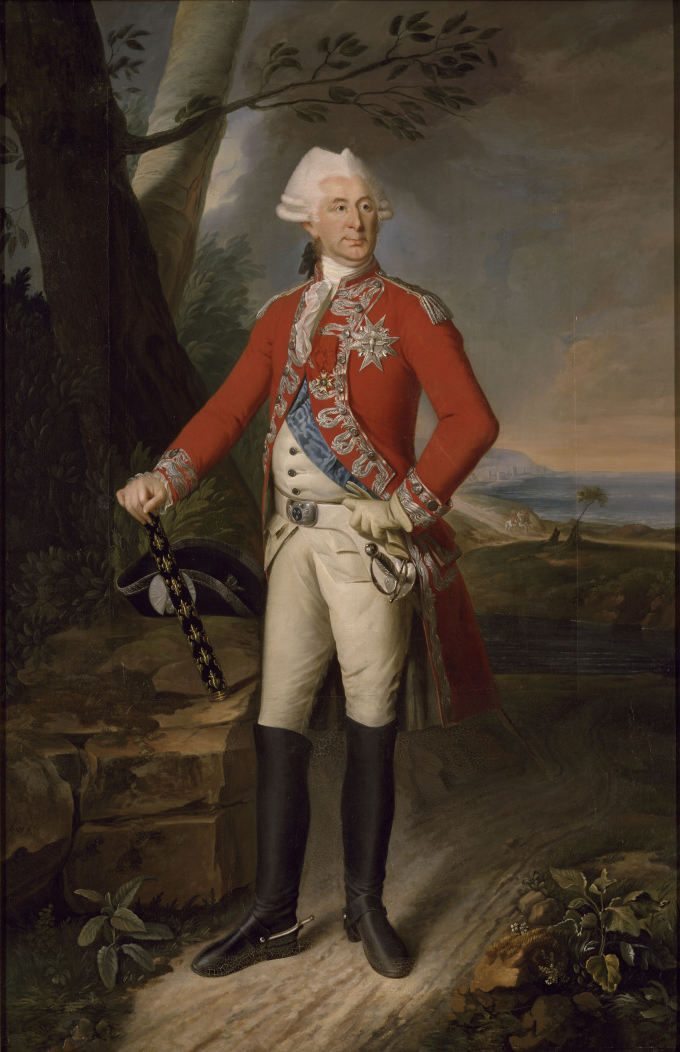
フランス海軍相カストリー侯爵は作戦が始まる前に重要な戦略的判断を下していた。

歴史家のジョン・パンケイクはこの作戦の後半のことを「イギリスの失敗」だと表現し、「連合軍の作戦は時計のような正確さで進行した」とも記している。海軍史家ジョナサン・ダルはド・グラスの1781年作戦、すなわちヨークタウンに加えて、トバゴの占領やスペインによるペンサコーラ包囲戦に貢献したことを含め、「帆船時代の海軍作戦で最も完全に遂行されたもの」と表現している。またイギリスによる1759年の奇跡の年にも匹敵するとしている 。さらに下記のようなかなりの数の個々の決断が時には命令や以前の合意事項に反する場合もあったが、この作戦の成功に貢献したとも述べている。
1. フランスのモンモーリンとヴェルジェンヌ各大臣が、戦争を終わらせるために北アメリカで決定的な行動が必要であることをフランス指導層に確信させたこと
2. フランス海軍相カストリーがド・グラスにこの作戦を支援するために相当な自由度を与える命令を書いたこと
3. スペイン領ルイジアナ総督ベルナルド・デ・ガルベスが、ド・グラスが西インド諸島にいたフランス軍の大半を率いて北に向かったときに、フランス領を守るスペインの艦船と軍隊を利用させたこと
4. スペイン領キューバの役人フランシスコ・サーベドラがド・グラスの北行を可能にする意思決断に協力したこと
5. ロシャンボー将軍とシュバリエ・ルザーンがド・グラスにチェサピーク湾に向かうよう促したこと
6. ド・バラス提督がニューファンドランド島沖で展開する作戦命令に違背し、フランス軍のヨークタウン包囲部隊を折りよく輸送することを可能にしたこと
7. ジョージ・ワシントンがニューヨークを攻撃しないことに決め、その代わりに危険性のあるバージニアへの行軍を始めさせたこと
8. ド・グラス提督がチェサピーク湾に居ることの重要性を理解し、予定以上にそこに留まることに同意したこと

ド・グラスがスペインと交渉してその艦隊を利用し、商船隊を西インド諸島に留めて置くようにしたことについて、イギリス海軍のトマス・ホワイト大佐は1781年作戦に関する1830年の解析で、「イギリス政府が決断するか、イギリスの提督がそのような手段を採用しておれば、事態は変わっていたであろうし、他方は失敗したであろう。彼らが成功し、我々が失敗したことに何の不思議も無い」と記した。

## 遺産
この作戦のなかで起こった事件を記念する主要な地点は、植民地国立歴史公園にあるアメリカ合衆国国立公園局が管理している。ヨークタウンの戦場跡に加え、フランス艦隊のド・グラスが勝利したことを記念するケープヘンリー記念碑も入っている。